# Kirkandrews-on-Eden
Kirkandrews-on-Eden eller Kirkandrews upon Eden är en ort i civil parish Beaumont i grevskapet Cumbria i England. Orten är belägen 5 km från Carlisle. Kirkandrews upon Eden var en civil parish fram till 1934 när blev den en del av Beaumont. Parish hade 145 invånare år 1931.